# Ulme
Ulme es una freguesia portuguesa del concelho de Chamusca, con 121,85 km² de superficie y 1.502 habitantes (2001). Su densidad de población es de 12,3 hab/km².